# Ğ
Ğ, ğ — літера розширеного латинського алфавіту, утворена додаванням бревіса над G. Використовується в турецькій, азербайджанській, татарській, кримськотатарській, берберській та лазській мовах; входить у проєкт казахської латинки 2021 року. Використовувалася офіційно у татарському латинському алфавіті на початку 2000-х і в узбецькому латинському алфавіті у 1993-1995 роках.